# Obergrünbach (Rohr in Niederbayern)
Obergrünbach ist ein Ortsteil des Marktes Rohr in Niederbayern im niederbayerischen Landkreis Kelheim.
Der Ort liegt knapp zwei Kilometer nordöstlich des Kernortes Rohr in Niederbayern auf der Gemarkung Laaberberg.
Der namenlose Graben, in dessen Tal der Ort liegt, entspringt hier und mündet gut zwei Kilometer weiter östlich nahe Oberndorf in die Große Laber. In seinem Tal verläuft auch die den Ort erschließende Straße.

## Geschichte
Die Einöde war Gründungsbesitz des Klosters Rohr und bis zur Säkularisation Teil der geschlossenen Hofmark des Stifts. Anschließend gehörte von 1818 bis 1973 der Ort zur Gemeinde Laaberberg, die zum 1. Januar 1974 vollständig in den Markt Rohr in Niederbayern eingegliedert wurde.

## Sehenswürdigkeiten
In der Liste der Baudenkmäler in Rohr in Niederbayern ist für Obergrünbach ein Baudenkmal aufgeführt:
- Die im Jahr 1878 errichtete neugotische Hofkapelle (Obergrünbach 2) ist ein Rechteckbau mit Steildach und eingezogenem, fünfseitig geschlossenem Chor. Der Dachreiter trägt einen Spitzhelm. Sie wurde im 1986 renoviert.